# Micrastur gilvicollis
El halcón montés cabecigrís (Micrastur gilvicollis) es una especie de ave falconiforme de la familia Falconidae que vive en Sudamérica.

## Descripción
Es un halcón pequeño que mide entre 33 y 38 cm de longitud. Las partes superiores de su cuerpo son de color gris mientras que las inferiores son blancas con finas franjas horizontales negras. El halcón montés cabecigrís junto al halcón montés críptico y halcón montés plomizo forma un complejo críptico de especies. Los adultos de estas tres especies tienen el lorum pelado de color anaranjado al igual que su cera, lo que los diferencia del halcón montés agavilanado, pero solo el halcón montés cabecigrís tiene dos líneas blancas en la cola, además del borde blanco.

## Distribución y hábitat
Se encuentra en las selvas húmedas del norte y el oeste de la cuenca del Amazonas. Está presente en Bolivia, Brasil Colombia, Ecuador, Guayana francesa, Guyana, Perú, Surinam y Venezuela.